# Studentennetz
Rechnerbasierte Studentennetze entstanden in Deutschland meistens aus der Not und Idee heraus, im aufkommenden Internetzeitalter der 1990er Jahre auch Studentenwohnheime und damit die Studierenden an den Hochschulstandorten Deutschlands an die Hochschulnetze und somit an das immer populärer gewordene Internet anzuschließen. Diese Datennetze waren in den Anfangszeiten meistens chaotische und privat organisierte (zunächst wohnheiminterne) Netzwerke mit keinem zentralen Anschluss an andere öffentliche Netze.
Die meisten Netze entstanden wohl noch mittels über die Flure und Fassaden gespannter Koaxialkabel und ähnlicher Methoden. Viele Studenten begannen sich später jedoch zu organisieren und teilweise in Vereinsform oder in Arbeitsgruppen auf ihre Hochschulen und Institute zuzugehen und das Konzept für die Anbindung der Wohnheime ihren Hochschulen nahezulegen. Oft mit Hilfe von Sponsoren und Unterstützungen der Hochschulen entstanden die ersten strukturierten Netzwerke meistens auf Ethernet-Basis, was damals recht preiswert zu erwerben war. Später folgten vollverswitchte Netzwerktopologien, Standleitungen, Glasfasern, Laserverbindungen, WLANs, Funkverbindungen, xDSL-Technologien und mehr.
Ab Mitte der 1990er Jahre existierte eine von Hans-Ulrich Kiel vom Rechenzentrum der TU Clausthal geführte Seite AK-WaN im Internet, auf der viele Netze der ersten Stunde mit Daten und Ansprechpartnern eingetragen waren. Eine Mailingliste existierte 1992 zuerst als dawin-l an der Universität Münster sowie später als Nutzergruppe Studierende <ng-studis-l at dfn.de> (NGS) gehostet an der TU Kaiserslautern. Die Mailingliste wurde wegen spärlicher Nutzung und hohen SPAM-Anteils gegen Ende des Jahres 2000 geschlossen.

Die Wohnheimnetzseite wurde später vom Chemnitzer Studentennetz (CSN) übernommen und weiter gepflegt, es wurde auch wieder eine Mailingliste studentennetze@csn.tu-chemnitz.de eingerichtet, die nach den Erfahrungen mit der NGS-Liste nun aber moderiert ist. Im Jahr 2004 veranstaltete das CSN das erste Studentennetztreffen (SNT), welches parallel zum Chemnitzer Linuxtag stattfand. 
 Nach dem SNT 2005 in Ilmenau wurde die Domain studentennetze.de registriert und als Wiki schrittweise zu einer Übersichtsseite aller studentischen Rechnernetze in Wohnheimen ausgebaut. Das letzte vergangene SNT 2023 fand in Dresden statt und würde von der Arbeitsgemeinschaft Dresdner Studentennetz (AG DSN) organisiert.